# شهر کتاب
شهرکتاب مؤسسه‌ای عام‌المنفعه و غیرانتفاعی است که در حوزه نشر و توزیع کتاب و فعالیت‌های فرهنگی مرتبط، فعالیت می‌کند. علی جعفرآبادی مدیر عامل و علی‌اصغر محمدخانی معاون فرهنگی این مؤسسه هستند.

## تاریخچه
مؤسسه شهر کتاب فعالیت خود را در اسفند ماه ۱۳۷۴ با افتتاح نمایشگاه و فروشگاه تخصصی آغاز کرد و در اردیبهشت ۱۳۷۵ به ثبت رسید.

## مراکز وابسته
- مرکز فرهنگی شهرکتاب
- شبکه فروشگاه‌های زنجیره‌ای شهرکتاب
- نشر کتاب هرمس
- مرکز تحقیق و توسعه شهرکتاب
- نشر موسیقی هرمس
- نمایشگاه و فروشگاه بین‌المللی محصولات قرآنی
- دفتر پژوهش‌های زبان و ادب فارسی
- واحد برگزاری نمایشگاه‌ها
- دبیرخانه جایزه داستان کوتاه

## شعبه‌ها
- شهر کتاب پاسداران